# Ernesto Scoffano
Ernesto Scoffano (fl. XX secolo) è stato un calciatore argentino, di ruolo centrocampista.

## Caratteristiche tecniche
Giocava come mediano sinistro.

## Carriera
Con la nazionale argentina ha preso parte ad una sola gara, disputata ad Montevideo il 18 luglio 1920 e persa dagli ospiti contro l'Uruguay per 2-0.